# Avraham Yekel
Avraham Yekel (* 1922; † 1976) war ein israelischer Autor, der sich mit der Bildung für den Frieden befasste.

## Leben
Yekel überlebte Gefangenschaften und Aufenthalte in nationalsozialistischen und sowjetischen Lagern. Er war bis in die 1970er Jahre Direktor des International Cultural Center for Youth in Jerusalem. Yekel setzte sich für eine Versöhnung von Israeli und Arabern im Nahostkonflikt ein. Er kritisierte die Meinung, dass eine „höhere Bildung eine höhere Menschlichkeit“ bewirke und betrachtet dies als Irrtum. Seine bekannteste Schrift ist Towards a better tomorrow: an Israeli experiment in education for international understanding.

“You must never make the mistake of thinking that, because you are educated, you are also civilized.”

„Sie dürfen nie den Denkfehler machen, dass, weil Sie erzogen wurden,  auch zivilisiert wären“

## Werke (Auswahl)
- Towards a better tomorrow-- : an Israeli experiment in education for international understanding, Verlag: [Jerusalem : International Cultural Center for Youth, 1977]
- The holocaust and American Jewish youth, Verlag: New York, American Zionist Youth Foundation, 1972
- Report on the work of the Center in the school year 1966–1967, Verlag: Jerusalem, 1967.
- Two community centers for the Arab population (1967–1974).